# Judith Keller (Schriftstellerin)
Judith Keller (* 1985 in Lachen, Kanton Schwyz) ist eine schweizerische Schriftstellerin.

## Leben
Judith Keller studierte 2005 Germanistik in Zürich und wechselte 2006 an das Schweizerische Literaturinstitut Biel. Ab 2007 führte sie ihr Studium des Literarischen Schreibens am Deutschen Literaturinstitut Leipzig fort. Zudem studierte sie Deutsch als Fremdsprache in Berlin und Bogotá. Keller war Redakteurin der Literaturzeitschrift Edit.

## Preise
- 2014 New German Fiction Prize[3]
- 2024 Schweizer Literaturpreis für Wilde Manöver

## Werke
- Ein Tag für alle (= edition spoken script. 51). Der gesunde Menschenversand, Luzern 2024, ISBN 978-3-03853-204-0.
- Wilde Manöver. (Roman). Luchterhand, München 2023, ISBN 978-3-630-87743-3.
- Das ramponierte Vertrauen. The battered trust. (Literarisch-fotografisches Langzeitprojekt), Nicole Zachmann (Fotografie), Judith Keller (Text). Vexer Verlag, St. Gallen; Berlin 2022, ISBN 978-3-907112-45-8.
- Oder? (Roman). Der gesunde Menschenversand, Luzern 2021, ISBN 978-3-03853-111-1.
- Die Fragwürdigen (Geschichten). Der gesunde Menschenversand, Luzern 2017, ISBN 978-3-03853-050-3.
- Wo ist das letzte Haus? (Erzählung). Matthes & Seitz Berlin 2016, ISBN 978-3-95757-130-4.
  - The Last House, Englisch von Katy Derbyshire, Readux Books, Berlin 2014, ISBN 978-3-944801-24-7.